# Pygathrix nigripes
El duc de canillas negras, mono vestido de patas negras o langur de patas negras (Pygathrix nigripes) es una especie de primate catarrino de la familia Cercopithecidae.

## Distribución
Viven en el área situada más al sur, entre las habitadas por todos los integrantes de su género: Se encuentran al sur de Vietnam y al oriente de Camboya. Su hábitat es el bosques, primario o secundario.

## Descripción
Su estatura alcanza entre 55 y 63 cm, su cola mide 57 a 73 cm. Los machos son más pesados con 11 kg que las hembras, que pesan 8 km. La cabeza y la parte posterior son grises, asimismo los brazos. Las piernas son negras así como las manos. El pecho es gris claro. La cola, larga y las nalgas son blancas. La cara es gris azulada, los ojos están rodeados por círculos brillantes. 

## Comportamiento
Sus hábitos son diurnos y arbóreos. Vive en grupos de hasta 25 individuos, tanto machos como hembras y sus crías, integrados por machos y hembras con sus crías. Es herbívoro, su alimento consiste predominante en hojas y además consume frutas, semillas y floraciones. Tienen un estómago con varios compartimentos, para la mejor utilización del alimento.

## Reproducción
El acoplamiento puede ocurrir a través del año y es precedido por un "juego de gestos". La gestación dura de 180 a 190 días, después de los cuales nace una cría. Además de la madre, también los otros miembros del grupo la cuidan.

## Amenaza
El peligro mayor lo ocasiona la progresiva destrucción de los bosques. es perseguido y cazado por su carne y para fabricar medicamentos tradicionales. Las poblaciones fueron con eficacia diezmadas por los defoliantes usados en la Guerra de Vietnam. Se considera una especie amenazada: la IUCN la enumera como especie en peligro.